# Fritz Keller (Fußballspieler)
Frédéric „Fritz“ Keller (* 21. August 1913 in Straßburg; † 9. Juni 1985 ebenda) war ein französischer Fußballspieler.
Keller wurde als Sohn einer Elsässerin und eines Deutschen in Straßburg, im damaligen Reichsland Elsaß-Lothringen geboren. Seine Familie, mit insgesamt acht Kindern, wanderte nach dem Ersten Weltkrieg aus wirtschaftlichen Gründen nach Karlsruhe aus, wo sein Vater eine Zigarettenfabrik betrieb.

## Karriere
Im Alter von zwölf Jahren trat er 1925 in den Karlsruher FV ein und durchlief alle Jugendmannschaften. Der schnelle, beidfüßig starke Flügelstürmer wurde sowohl Rechts- als auch Linksaußen sowie als Mittelstürmer eingesetzt und war – trotz seiner 1,74 m – kopfballstark. Sein Debüt in der ersten KFV-Elf sollte nicht lange auf sich warten lassen: Schon mit 16 Jahren, vier Jahre nach seinem Vereinseintritt, leistete er einen wesentlichen Beitrag zum Gewinn der Badischen Meisterschaft 1929. Zusammen mit Fritz Müller bildete er den rechten Flügel der Schwarz-Roten. 1931 entschlossen sich die Eltern Kellers nach Frankreich zurückzukehren. Im April 1932 lief der Rechtsaußen das letzte Mal beim Derby gegen den FC Phönix für den KFV auf (3:2).

### Profi bei Racing Straßburg

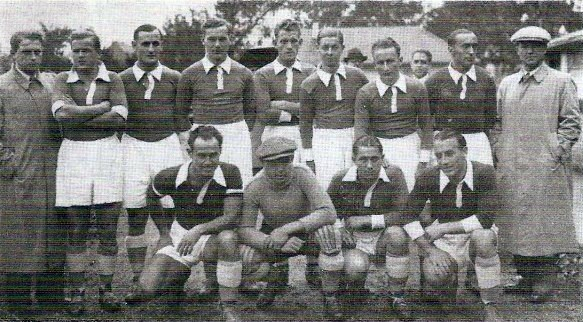
Keller (oben, 3. v. links) mit der Straßburger Mannschaft 1936/37

Der Verein war 1932 nicht an der Gründung der landesweiten ersten Liga Division 1 beteiligt, zählte aber bereits ein Jahr darauf zu den Mitbegründern von Frankreichs zweithöchster Spielklasse Division 2. Beide Ligen unterstanden Profibedingungen. Der damals gerade 20 Jahre alte Stürmer wurde aufgeboten, als Straßburg am 3. September 1933 bei einer 1:5-Auswärtsniederlage gegen die US Saint-Servan in den Wettbewerb startete. Die Mannschaft konnte sich im Saisonverlauf steigern und erreichte auch dank 20 Toren Kellers die Aufstiegsrunde zur Erstklassigkeit, in welcher sie sich auch dank vier weiterer Treffer des Offensivspielers durchsetzen konnte. Sein Bruder Albert verließ den Verein zu diesem Zeitpunkt, sein Bruder Curt spielte noch bis 1937 an seiner Seite.
Am 25. August 1934 debütierte Fritz Keller in der höchsten französischen Spielklasse und konnte beim 5:2-Sieg über den FC Sète selbst zwei Treffer erzielen. In der nachfolgenden Zeit war er Stammkraft in einer Offensive, der auch die etwa gleichaltrigen Oscar Heisserer und Oskar Rohr angehörten. Die Aufsteiger aus dem Elsass wurden zur Überraschungsmannschaft und setzten sich an die Tabellenspitze, ehe sie zu Jahresbeginn 1935 vom FC Sochaux überholt wurden und die Spielzeit letztlich mit einem Punkt Rückstand auf Sochaux als Vizemeister beendeten. Keller war mit 21 Treffern der beste Torschütze seiner Mannschaft und belegte Rang sechs in der Torschützenstatistik der Liga. Die Zahl der Torerfolge konnte der Stürmer in den darauffolgenden Jahren nicht wiederholen, zählte mit Straßburg aber weiter zu den Spitzenmannschaften der Division 1. Am Ende der Saison 1935/36 belegte die Elsässer den dritten Rang und ein Jahr später gelang ihnen der Einzug ins nationale Pokalendspiel 1937. Wie bereits zwei Jahre zuvor in der Meisterschaft war der FC Sochaux der Rivale im Kampf um den Titel und letztlich waren die Elsässer unter Mitwirkung Kellers diesem mit 1:2 unterlegen. Auf das Endspiel folgten für Straßburg zwei mäßige Jahre, in denen sie deutlich von möglichen Titelgewinnen entfernt blieben. 1939 führte der Zweite Weltkrieg zur Einstellung des regulären Spielbetriebs und beendete auch Kellers Zeit bei Racing, in deren Verlauf er auf 122 Erstligapartien mit 52 Toren sowie 23 Zweitligaspielen mit 20 Treffern gekommen war.

### Spieler im annektierten Elsass
1940 wurde das Elsass durch das Deutsche Reich faktisch annektiert. Während viele Mitspieler, darunter auch sein Bruder Curt, das Elsass verließen und – sofern dies überhaupt möglich war – ihre Laufbahn in anderen Teilen Frankreichs fortsetzten, blieb Fritz Keller in seiner Heimatstadt Straßburg. Dort schloss er sich wohl bereits 1939 Red Star Straßburg an, aus welchem 1940 die Sportgemeinschaft SS Straßburg hervorging. Diese unterstand der Führung der SS und galt als sehr regimetreu, was bei dem in Rasensportclub umbenannten Lokalrivalen Racing nicht der Fall war. Die Spieler der SG SS waren jedoch keine Mitglieder der SS und hatten gegen ihre Vereinnahmung durch den Nationalsozialismus auch angeblich nicht viel tun können und waren möglicherweise Drohungen seitens des Regimes ausgesetzt, wenngleich die genauen Hintergründe ungeklärt sind. Keller avancierte auch bei seinem neuen Verein sofort zum Starspieler, wohingegen er beim ersten Aufeinandertreffen mit seinem früheren Klub vom Publikum über die volle Länge der Spielzeit ausgepfiffen wurde. Keller spielte bis 1944 für die SG SS.

### Spielertrainer in der Nachkriegszeit
Mit dem Ende des Zweiten Weltkriegs kam das Elsass 1945 wieder unter französische Kontrolle. Gegen Keller und seinen vorherigen Verein wurde zwar wegen Kollaboration ermittelt, jedoch wurden die Vorwürfe wieder fallen gelassen. Er blieb im Elsass und war bis in die 1950er-Jahre hinein erst in Sarrebourg und dann in Saverne als Spielertrainer tätig.

## Nationalmannschaft
Keller debütierte am 10. Mai 1934 bei einem 5:4-Sieg in einem Freundschaftsspiel gegen die Niederlande für die französische Nationalelf. Zu diesem Zeitpunkt war er noch Zweitligaspieler, auch wenn er mit Racing Straßburg nur einige Tage später den Aufstieg in die erste Liga erreichte. Er war der erste Vertreter dieses Klubs, dem die Aufnahme in die Nationalmannschaft gelang. Darüber hinaus wurde er auch in den Kader zur Weltmeisterschaft 1934 berufen und am 27. Mai bei der ersten Partie gegen Österreich aufgeboten. Damals begann das Turnier direkt mit der K.o.-Runde, weswegen die 2:3-Niederlage gegen die späteren Viertplatzierten aus Österreich gleich das Ausscheiden bedeutete. Daran anschließend wurde Keller weiter in der französischen Auswahl berücksichtigt und bestritt bis März 1937 insgesamt acht Länderspiele mit drei selbst erzielten Treffern. Kurz nach seinem Ausscheiden aus der Nationalelf debütierte sein jüngerer Bruder Curt für Frankreich, kam allerdings nicht über ein Länderspiel hinaus.